# Devin Moore
Pour les articles homonymes, voir Moore.
Devin Moore, de son vrai nom Devin Darnell Thompson, est un meurtrier américain, originaire d'Alabama.

## Affaire
Le 7 juin 2003, Devin est interrogé au sujet d'un vol de voiture au commissariat de Fayette. Devin saisit le revolver d'un des agents de police, puis tue trois officiers avant de s'enfuir dans l'une de leurs voitures.
Lorsqu'il fut capturé de nouveau, il déclara : « La vie est un jeu vidéo. Tout le monde doit mourir à un moment ou un autre. »

## Controverse
Il est révélé lors d'un épisode de 60 Minutes que l'adolescent jouait beaucoup au jeu vidéo Grand Theft Auto: Vice City.
Cette information a créé une très grosse polémique autour de la licence Grand Theft Auto et du studio  Rockstar.

## Culture
Télévision
- il est interprété par Thabo Rametsi, dans le téléfilm de docufiction britannique The Gamechangers (2014) d'Owen Harris, aux côtés de Daniel Radcliffe et de Bill Paxton.